# パパラギ (宝塚歌劇)
『パパラギ』は宝塚歌劇団によって制作された舞台作品。星組公演。副題は「極彩色のアリア」。形式名は「ショー・ファンタジー」。宝塚・東京は24場。作・演出は草野旦。併演作品は『うたかたの恋』。

## 公演期間と公演場所
- 1993年6月25日 - 8月2日　宝塚大劇場[1]
- 1993年11月3日 - 11月28日　東京宝塚劇場[2]
- 1994年4月13日 - 5月5日　全国ツアー[3]

### 全国ツアーの公演場所
- 4月13日・14日　メルパルクホール広島[3]
- 4月16日・17日　香川県県民ホール[3]
- 4月19日・20日　仙台・イズミティ21[3]
- 4月22日 - 4月24日　市川市文化会館[3]
- 4月26日・27日　静岡市民文化会館[3]
- 4月29日　呉市文化センター[3]
- 5月1日 - 5月5日　福岡市民会館[3]

## 解説
※『宝塚歌劇100年史（舞台編）』の宝塚大劇場公演参考。
パパラギとはサモア語で"天から降りてきた人"という意味である。それに転じてヨーロッパの意。サモア人が初めて知ったヨーロッパの世界を、彼らなりに想像して繰り広げられた、奇妙で華麗、不思議で絢爛なショー。幕開きにはサモアの空と星空が広がり、その先では蜃気楼のようにヨーロッパが現れる。自然回帰をモチーフにした、カラフルで熱い作品。エネルギッシュなダンスが炸裂した。やしきたかじんは自作曲の「心はいつも」を提供した。

## スタッフ
※氏名の後ろに「宝塚」、「東京」、「全国」の文字がなければ全劇場共通。
- 作曲・編曲：寺田瀧雄[1]、吉田優子[1]、高橋城[1]
- 作曲：やしきたかじん[1]
- 音楽指揮：佐々田愛一郎（宝塚[1]・全国）、清川知巳（東京[2]）
- 振付：羽山紀代美[1]、尚すみれ[1]、名倉加代子[1]、謝珠栄[1]、ニキ・ハリス[1]
- 装置：大橋泰弘[1]
- 衣装：任田幾英[1]
- 照明：今井直次[1]
- 音響：加門清邦[1]
- 小道具：万波一重[1]
- 効果：中屋民生[1]
- 演出補：谷正純[1]
- 演出助手：加藤誠[1]、丹羽俊輔[1]
- 装置補：新宮有紀[1]
- 衣装補：田口美香[1]
- 舞台進行：森田智広（宝塚[1]・東京[2]）
- 制作：小林公一[1]
- 製作担当：長谷山太刀夫（東京[2]）
- 協賛：西サモア政府観光局[1]

## 主な配役

### 宝塚・東京
宝塚
- パパラギ - 麻路さき[1]
- サモアの女S、聖少女、マノノ、ラウ、フォノ女S - 白城あやか[1]
- サモアの女S、アポリマ、フォノ女S - 洲悠花[1]
- サモアの男S、タロファ男、フォノ男 - 稔幸[1]
- ツイアビ・ファミリー合唱団男 - 一樹千尋[1]、鞠村奈緒[1]、千秋慎[1]
- ツイアビ・ファミリー合唱団女 - 出雲綾[1]、舞路はるか[1]
- アイツウ、フォノ男 - 千珠晄[1]
- アイガ、シャンペン・ボーイ、フォノ男 - 絵麻緒ゆう[1]、神田智[1]
- サモアの少年、アイガ、フォノ男 - 湖月わたる[1]
- タロファ女、フォノ女 - 星奈優里[1]
- サモアの女 - 花總まり[1]

東京の変更点
- パパラギ - 紫苑ゆう[2]
- サモアの男、タロファ男、タガタS、アガガ男S、フォノ男S、歌手 - 麻路さき[2]
- フォノの歌手 - 洲悠花/白城あやか[2]
- サモア男A、タガタS、フォノ男S - 稔幸[2]
- サモアの歌手 - 阿樹かつら[2]、松原碧[2]
- 合唱団男、フォノ男、フォノの歌手 - 真織由季[2]
- フォノの歌手 - 絵麻緒ゆう[2]、神田智[2]

### 全国ツアー
- パパラギ - 紫苑ゆう[3]
- サモアの女S、聖少女、マノノ、ラウ、フォノ女S - 白城あやか[3]
- サモアの男S、タロファ男、タガタS、アガガ男S、フォノ男S - 稔幸[3]
- サモアの少年、シャンペン・ボーイ、フォノ男 - 湖月わたる[3]
- タガタS、フォノ男 - 神田智[3]